# 대한건설협회
대한건설협회(大韓建設協會, Construction Association of Korea)는 건설업자의 권익옹호, 건설업 관련제도 개선 등을 목적으로 하고 있는 건설업 단체이다. 대한민국 건설산업기본법 제50조에 의거 설립한 법정 단체이다.
협회 사무소는 서울특별시 강남구 언주로 711 (논현동 71-2) 건설회관에 위치해 있다.

## 설립 근거
- 건설산업기본법 제50조[1]

## 역사
대한 건설협회는 1945년 10월 16일 발족한 조선토건협회에 뿌리를 두고 있다. 1948년 대한토건협회로 개칭 후 1959년 대한건설업회로 법정 단체화하였고, 1962년 2월 19일 대한건설협회로 개칭하였다.

### 연혁
- 1945년 10월 6일 : 조선토건협회 발족(임의단체)
- 1947년 5월 1일 : 조선토건협회 설립등기(협회 창립일)
- 1948년 9월 5일 : 대한토건협회로 개칭
- 1959년 6월 22일 : 대한건설협회 설립(법정단체화)
- 1962년 7월 13일 : 대한건설협회로 개칭

## 주요 사업
대한 건설협회의 주요 사업은 다음과 같다.

- 건설업에 관한 법령 · 제도 및 시책의 조사연구와 개선 건의
- 건설업의 진흥 및 경영합리화에 대한 조사연구 및 지도
- 건설공사 시공기술의 향상에 관한 조사연구 및 지도
- 건설업에 관한 조사통계，건설기자재 수급 및 노임조사,공표
- 건설업관련 국제기구，외국업체와의 제휴 및 국제협력증진
- 외국의 건설업제도 조사연구 및 정보자료 수집,교환
- 건설업 진흥을 위한 교육，연구 및 회원복리 증진
- 종합 경제일간지 대한경제신문(대한경제)[3] 발행, 회지, 물가지 등의 간행
- 법령에 의한 정부위탁사업 수행 등

## 주요 회원사
- 대한건설협회 회원사 검색하기 보관됨 2013-01-26 - 웨이백 머신

현대건설 삼성물산 GS건설 포스코건설 DL이앤씨 대우건설 롯데건설 HDC현대산업개발 SK에코플랜트 두산건설 한화건설 두산중공업 금호건설 쌍용건설 HJ중공업 삼성엔지니어링 극동건설

## 조직

### 회장
- 감사
  - 감사실

#### 상근부회장

##### 기획본부
- 기획조정실
- 총무지원실
- 문화홍보실

##### 정책본부
- 계약제도실
- 기술정책실

##### 산업본부
- 건설진흥실
- SOC국제협력실
- 건설하도급 분쟁조정협의회

##### 회원본부
- 정보관리실
- 회원고충처리센터
  - 평생교육원
- 조사통계팀

### 지회
- 서울특별시회
- 부산광역시회
- 대구광역시회
- 인천광역시회
- 대전광역시회
- 울산광역시회
- 경기도회
- 강원도회
- 충북도회
- 충남 · 세종지회
- 전북도회
- 전남도회
- 경북도회
- 경남도회
- 제주특별자치도회

## 같이 보기
- 국토교통부
- 대한전문건설협회
- 해외건설협회
- 한국건설기술인협회
- 건설워커
- 한국건설기술연구원